# Anna Regina Kalk
Anna Regina Kalk (* 1993 in Tartu) ist eine estnische Jazz- und Fusionmusikerin (Gitarre, Komposition).

## Leben und Wirken
Kalk erhielt ab dem Alter von zwölf Jahren klassischen Gitarrenunterricht. Als Jugendliche coverte sie Nirvana-Songs auf der E-Gitarre, um sich dann dem Jazz zuzuwenden. Nach Unterricht an der Georg Ots Music School in Tallinn bei Mart Soo begann sie auf der Estnischen Musik- und Theaterakademie ein Jazzstudium, das sie dann Hochschule für Musik Franz Liszt Weimar bei Frank Möbus fortsetzte, wo sie ihren Bachelor erwarb. Ab 2021 absolvierte sie ihren Master in Bern an der Hochschule der Künste Bern bei Ronny Graupe und Kalle Kalima.
Kalk wurde in die DKSJ All Stars Band 2022 aufgenommen, die in der Schweiz mit Ingrid Laubrock auftrat. Im Sommer 2022 nahm sie ihr erstes Album Dualité Cohérente mit dem Fusion-Trio Noblique sowie Trompeter Ralph Alessi auf, das im Folgejahr bei Unit Records erschien. Im Trio Assonance mit dem Trompeter Paul Butscher und Loïc Baillod am Bass erschien das Album Practical Matters. Ergänzt um den Schlagzeuger Xavier Kaeser gründete sie daraus ihr eigenes Anna Kalk Quartett, dessen nach Ansicht der Kritik bemerkenswertes Debütalbum Different Times 2025 bei Neuklang erschien. Auch spielte sie bei Anemoon, im Trio Kalk/Baillod/Kaeser und der Shoegaze-Pop-Band EDNA.

## Preise und Auszeichnungen
2022 erhielt Kalk den Tiit Paulus Young Guitarist Award in Estland. Im selben Jahr wurde sie für das Programm Support of Female Improvising Artists ausgewählt.